# Cascata di Buffalora
Der Wasserfall Cascata di Buffalora (auch Cascata della Buffalora oder kurz Cascata Buffalora) ist ein 140 Meter hoher Wasserfall im italienischsprachigen Misox des Schweizer Kantons Graubünden.
Das Wasser des auf rund 2264 m ü. M. Höhe entspringenden und etwa 5 km langen Baches Ri di Buffalora fliesst ostwärts durch ein steiles und enges Tal (Tobel), bevor es den zweistufigen Wasserfall hinunter ins Misox-Tal gelangt, wo es zwischen Soazza im Norden und Lostallo im Süden zunächst in der Nähe der Bushaltestelle Soazza–Buffalora (Richtung Süden: Bellinzona) die Kantonsstrasse (Hauptstrasse) 13 unterquert und dann direkt flussabwärts der A13-Autobahnbrücke Ponte Buffalora (von rechts) auf 489 m Höhe in die Moesa mündet.
Der Wasserfall ist gut von der Haltestelle (und dem Restaurant nebenan) auf der rechten Seite des Misox-Tals zu sehen. Die – bei ausreichender Wasserführung – schäumende Kaskade wurde schon seit langer Zeit von Reisenden bewundert und auch oft gemalt. Offenbar gibt es keinen Weg von dort, der noch näher an den Wasserfall heranführt.

## Namensherkunft
Buffalora (Buffalòra), lombardisch [bofaˈloɾɑ], ist auch die Bezeichnung eines Stadtteils von Brescia. Den Namen dieses Stadtteils leitet der Historiker Guerrini von der Dialektbezeichnung „bifù“ für das Rauschen des Wassers ab, bezieht sich also auf einen rauschenden Wasserlauf oder eine Gegend mit einem oder mehreren solchen Wasserläufen. Obwohl es noch andere Deutungen für den Stadtteilnamen von Brescia gibt, könnte dieser am ehesten für den Wasserlauf und -fall Buffalora im Misox zutreffen, zumal der dort wie weiter unten im Tessin gesprochene italienische Dialekt ebenfalls eine Variante des Lombardischen ist.

### Bildergalerie
- Claudio Colombo; Cascata della Buffalora. Auf claudiocolombo.net.
- Rhätische Bahn. Die Rhätische Bahn in Graubünden (PDF, deutsch,nordfriesisch,englisch, italienisch). Historische Postkarten und Panorama-Landkarten (15 Seiten). Hier S. 15, Bild 34: Buffalora Wasserfall. Ein Personenzug der Rhätischen Bahn vor dem Buffalora-Wasserfall.[A. 2]
- Cascata di Buffalora. Landschaftsansicht, mit Baum im Vordergrund, historische Fotografie (1925-1933). Archivo di Stato del Cantone Ticino, Catalogo dei fondi fotografici (italienisch).
- Francis Towne: Cascade of Buffalora. Landschaftsmalerei (englisch, francistowne.ac.uk).
  - Cascata di Buffalora (Cascade of Buffalora). John Warwick Smith. Yale Center for British Art, Paul Mellon Collection (englisch).
- B. Hopkins: Mesolcina. Cascata di Buffalora. Antike Postkarte (Gemälde um 1930). Auf ebay.co.uk.
  - Cartolina antica Cascata di Buffalora Mesolcina Svizzera.